# 钱镠铁券

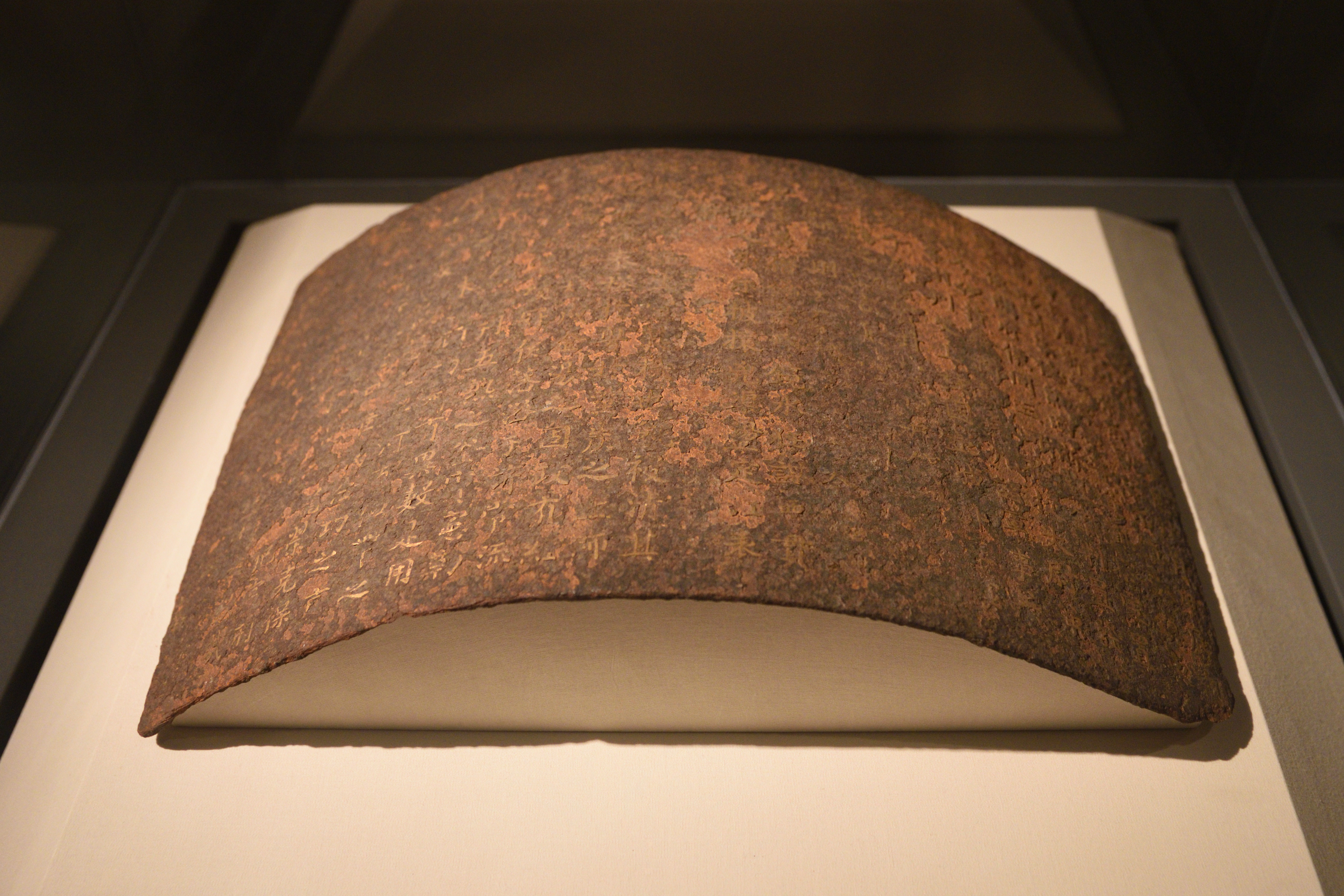
2016年拍摄

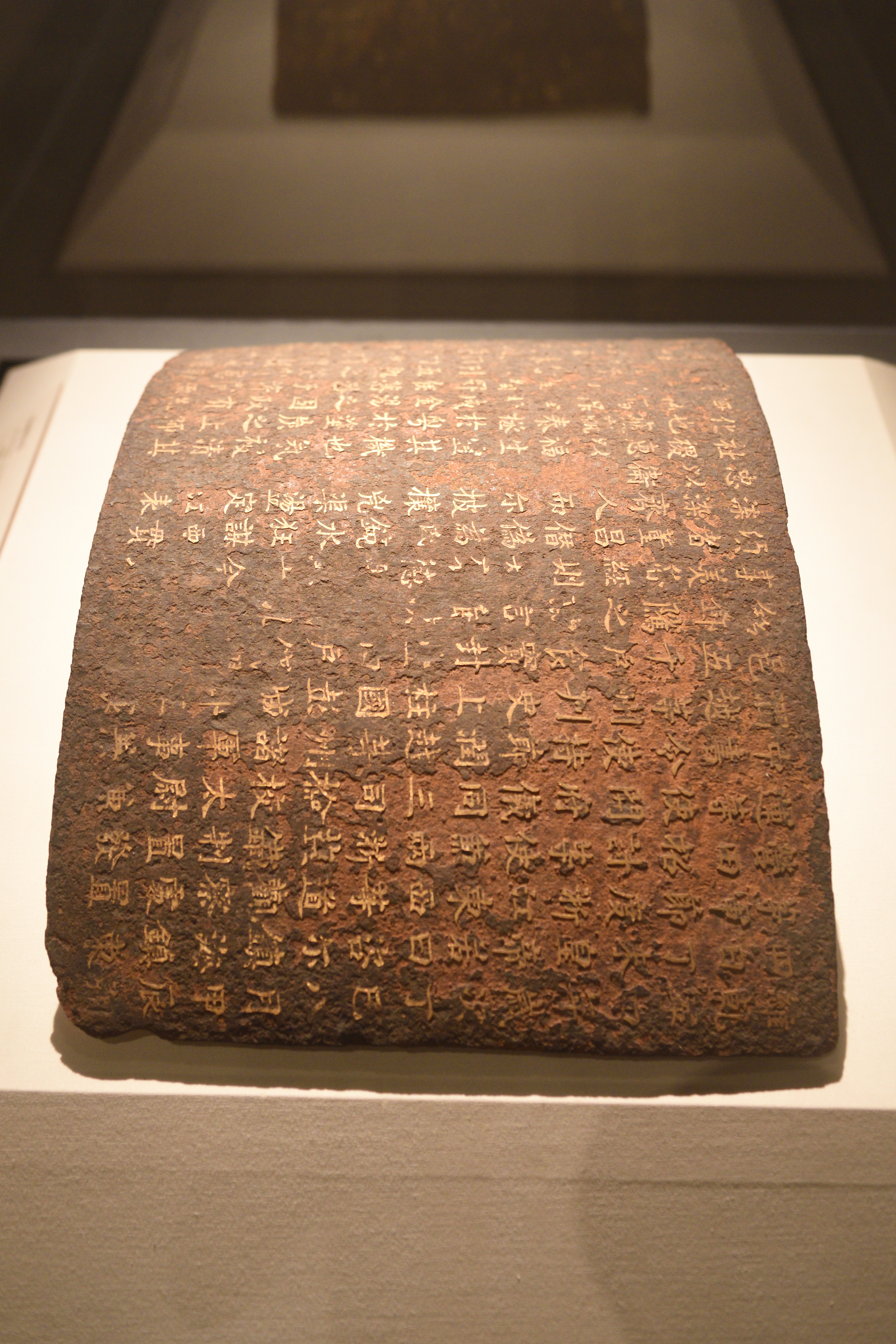
2016年拍摄

钱镠铁券，又称钱王铁券，是中国现存丹書鐵券实物中年代最早的一个，现藏于中国国家博物馆，为一级文物。
因平定軍閥董昌有功，唐昭宗于乾宁四年（897年）八月赐钱镠丹书铁券。其后一千年，均由钱镠后人收藏，有“七登天子之庭，一藏深山，三沉深水”之说。钱缪后人——清代钱泳在其著《履园丛话·丛话二·阅古》中，对铁丹形制、历史有详细描述。形如瓦，高今裁尺九寸，阔一尺四寸六分，厚一分五厘，重一百三十二两，熔铁而成，镂金其上。文二十四行，行十四字，共计三百四十二字。清朝道光时剥蚀者已十之三四。

## 收藏历史
陆游所记，钱弘俶献土归宋，玉册、铁券置于钱氏祖庙，未入汴京。淳化元年（990年），《履园丛话》所记，杭州守臣以铁券及竹册、玉册各三副，诏诰百余函进呈。宋太宗诏赐钱弘俶子钱惟濬藏之汴京赐第。钱惟濬逝世后，归其弟钱惟演收藏。宋仁宗、宋神宗先后令钱镠后人进呈御览。览毕，仍由钱氏子孙收藏。钱惟演孙钱景臻娶宋仁宗第十女秦國魯國大長公主，为驸马都尉，故铁券收藏于其府邸。靖康之变，秦國魯國大長公主随子錢忱南迁。绍兴元年（1131年），母子迁居台州。宋高宗在台州赐公主府邸。陆游十二三岁时，曾随着母亲拜见公主，得见铁券。七十余年后的开禧三年（1207年）六月乙巳，陆游为铁券作题跋，即《跋唐昭宗赐钱武肃王铁券文》
南宋德祐二年（1276年），元兵攻破台州之际，钱氏家人窃负以逃，铁券下落不明。元朝至顺二年（1331年），偶然之下一位渔民在黄岩州泽库深水中发现铁券。钱氏后人、钱缪十四孙钱世珪以十斛榖换回。
明朝初建，洪武二年（1369年）七月，朱元璋命礼官议立制度，因需确定丹书铁券形制，翰林学士危素奏言，钱缪十五世孙、钱世珪子钱尚德藏有铁券。钱尚德奉诏椟券及五王遗像进呈朱元璋。朱元璋与丞相李善长、礼部尚书牛亮、主事王肃观赏铁券。又雕木为式。洪武二十三年（1390年），钱缪十六世孙钱克邦由都察院引见奉天殿，朱元璋下谕：“孺子前当五代时，天下大乱，各据偏方。尔祖能保两浙之民不识兵革，到宋朝来，知太祖、太宗是真主，便将土地归附。尔之祖先，忠孝好处，可延赏也。券、像复与尔归守。”永乐五年（1407年）正月，明成祖下旨礼部，令钱氏子孙进呈铁券。明成祖览毕，以礼敦遣。
清朝乾隆二十七年（1762年），乾隆帝南巡。三月五日，乾隆帝令刑部尚书钱陈群，率台州之族孙武进士钱选等进呈御览。道光时，藏于台州东门外五十里白石山下一个钱姓家族聚居的小村庄。除铁券外，收藏有五王遗像、钱弘俶草书真迹，并宋元明各代文人题跋。光绪三十年（1904年），铁券连同乾隆帝所赐宝匣一起被盗。后由嵊县县长徐印士以400银元购得，嵊县长乐乡（今长乐镇）钱氏后裔筹款赎回。1938年，侵华日军攻占嵊县长乐乡，钱氏族人将之藏于深井中。1945年11月，取出。1951年时，钱氏后裔将之捐献给政府，时由浙江省文物管理委员保管，1959年移交给中国历史博物馆。

## 全文
来源于《全唐文·卷九十二》○赐钱镠钱券文
维乾宁四年，岁次丁巳，八月甲辰朔四日丁未，皇帝若曰：咨尔镇海镇东等军节度浙江东西等道观察处置营田招讨等使兼两浙盐铁制置发运等使开府仪同三司检校太尉兼中书令使持节润越等州诸军事兼润越等州刺史上柱国彭城郡王食邑五千户食实封一百户钱镠，朕闻铭邓骘之勋，言垂汉典；载孔悝之德，事美鲁经。则知襃德策勋，古今一致。顷者董昌僣伪，为昏镜水，狂谋恶贯，渫染齐人。而尔披攘凶渠，荡定江表，忠以卫社稷，惠以福生灵。其机也氛祲清，其化也疲羸泰。拯於粤於涂炭之上，师无私焉；保馀杭成金汤之固，政有经矣。志奖王室，绩冠侯藩，溢於旂常，流在丹素。虽锺繇刊五熟之釜，窦宪勒燕然之山，未足显功，抑有异数。是用锡其金版，申以誓辞，长河有似带之期，泰华有如拳之日，惟我念功之旨，永将延祚子孙，使卿长袭宠荣，克保富贵。卿恕九死，子孙三死，或犯常刑，有司不得加责。承我信誓，往惟钦哉！宜付史馆，颁示天下。

## 备注
1. ↑  相关报道中[1]称钱镠铁券为一级甲等文物，一级文物无此分类。